# الاتفاق الرقمي العالمي
الاتفاق الرقمي العالمي هو مبادرة مقترحة في جدول الأعمال المشترك للأمين العام الأمم المتحدة أنطونيو غوتيريش. الهدف من هذا الاتفاق هو ضمان استخدام التقنيات الرقمية بشكل مسؤول ولصالح الجميع، مع معالجة الفجوة الرقمية وتعزيز بيئة رقمية آمنة وشاملة.  

## الخلفية والعملية
بعد مشاورات مع أكثر من مليون صوت من جميع أنحاء العالم، اعتمدت الدول الأعضاء في الأمم المتحدة إعلانًا أكد على أهمية تحسين التعاون الرقمي. واستجابة لذلك، اقترح تقرير الأمين العام، "أجندتنا المشتركة"، عقد قمة للمستقبل، بمسار تكنولوجي يؤدي إلى الاتفاق الرقمي العالمي. 
في 17 يناير 2023، عيّن رئيس الجمعية العامة للأمم المتحدة رواندا والسويد كميسّرَين مشاركَين لقيادة العملية الحكومية الدولية بشأن الاتفاق الرقمي العالمي. نُشرت خريطة الطريق للعملية في 16 يناير 2023.
جزءاً من العملية التشاورية، تدعو الأمم المتحدة الأفراد والمجموعات والجمعيات والمنظمات والكيانات للمساعدة في تشكيل الميثاق الرقمي العالمي. ستستفيد المدخلات المقدمة من مداولات الاتفاق الرقمي العالمي، الذي سيعقد في عام 2024 كجزء من قمة المستقبل.

## الجوانب الرئيسية
يهدف الميثاق الرقمي العالمي إلى جمع الحكومات وكيانات القطاع الخاص ومنظمات المجتمع المدني وأصحاب المصلحة الآخرين للعمل بشكلٍ تعاونيٍ على مجموعة من المبادئ والالتزامات المشتركة. تتضمن بعض الجوانب الرئيسية للميثاق الرقمي العالمي ما يلي:  
1. الاتصال: ضمان حصول جميع الأشخاص، بما في ذلك المدارس، على إمكانية الوصول إلى الإنترنت والأدوات الرقمية للاتصال والازدهار الاجتماعي والاقتصادي.
2. تجزئة الإنترنت: منع تقسيم وتجزئة الإنترنت للحفاظ على مساحة رقمية عالمية موحّدة.
3. حماية البيانات: تزويد الأفراد بخيارات عن كيفية استخدام بياناتهم وضمان احترام خصوصيتهم.
4. حقوق الإنسان على الإنترنت: تطبيق مبادئ حقوق الإنسان في المجال الرقمي، بما في ذلك حرية التعبير والخصوصية والحماية من التمييز والمحتوى المضلِّل.
5. تنظيم الذكاء الاصطناعي: تعزيز التطوير الأخلاقي واستخدام الذكاء الاصطناعي بما يتماشى مع القيم العالمية المشتركة.
6. المشاع الرقمي: الاعتراف بالتقنيات الرقمية باعتبارها منفعة عامة عالمية وتشجيع تطويرها واستخدامها لصالح الجميع.

## العلاقة بالمبادرات الأخرى
ويرتبط الميثاق الرقمي العالمي بالعديد من الجهود الدولية الأخرى، مثل أهداف التنمية المستدامة (SDGs)، وخريطة الطريق التي وضعها الأمين العام للأمم المتحدة بشأن التعاون الرقمي، والتحالف الرقمي Partner2Connect . 

## روابط خارجية
- رسالة رئيس الجمعية العامة للأمم المتحدة: تعيين الميسرين المشاركين
- ملاحظة الخلفية